# Шатворян, Гурген Исаакович
Гурген (Георгий) Исаакович Шатворян (арм. Գուրգեն Շատվորյան; 13 апреля 1919, Ростов-на-Дону — 29 ноября 1975, Ростов-на-Дону) — советский борец греко-римского стиля, двукратный чемпион СССР (1950, 1952), чемпион мира (1953), первый чемпион мира из советских борцов классического стиля в полусреднем весе. Заслуженный мастер спорта СССР (1953).

## Биография

Могила Шатворяна на Северном кладбище Ростова-на-Дону.

Гурген Шатворян начал заниматься борьбой в 1936 году под руководством Михаила Гамбарова.
После окончания Черноморского высшего военно-морского училища, участвовал в Великой Отечественной войне. Командовал катером Черноморского флота, был тяжело ранен, контужен, награждён орденом Красной Звезды (1944), медалями «За оборону Одессы» (1942), «За оборону Севастополя» (1942) и «За оборону Кавказа» (1944).
В 1947 году возобновил занятия борьбой и за короткий срок вошёл в число лучших борцов СССР. В 1950 и 1952 годах становился чемпионом СССР по греко-римской борьбе сначала в лёгкой, а потом полусредней весовых категориях. В 1953 году в составе сборной СССР принял участие в первом для советских борцов чемпионате мира, который проходил в Неаполе. Выступая в полусредней весовой категории, уверенно выиграл все свои поединки, а в финале одержал победу над действующим олимпийским чемпионом венгром Миклошом Сильваши.
В 1954 году завершил свою спортивную карьеру. В дальнейшем работал директором ростовского Дома физкультуры. В последние годы жизни был одним из инициаторов создания детско-юношеской спортивной школы при спортклубе завода «Ростсельмаш» и стал её первым директором. При его активном участии закладывался спортивный комплекс «Геркулес».
Умер 29 ноября 1975 года на 57-м году жизни. Похоронен на Северном кладбище в Ростове-на-Дону.

## Награды
- Медаль «За трудовую доблесть» (27.04.1957) — «за успехи, достигнутые в деле развития массового физкультурного движения в стране, повышения мастерства советских спортсменов, и успешное выступление на международных соревнованиях»

## Память
- Имя Гургена Шатворяна носит Спортивная школа олимпийского резерва № 11 в Ростове-на-Дону[3].
- В Ростове-на-Дону неоднократно проводился турнир по греко-римской борьбе памяти Гургена Шатворяна[4].
- На доме, где он жил, установлена памятная доска.